# Ambrósio Francisco Ferro
Pour les articles homonymes, voir saint Ambroise et Ferro.
Ambrosio Francisco Ferro (? - 3 octobre 1645, Uruaçu, Rio Grande do Norte, Brésil) est un prêtre catholique brésilien d'origine portugaise. Il est vénéré comme saint par l'Église catholique et commémoré le 3 octobre.

## Biographie
Francisco Ferro est originaire des Açores et s'installe ensuite au Brésil avec ses proches. Il est ordonné prêtre en 1636 et devient curé de paroisse dans la région du Natal. Le 3 octobre 1645, Ambrosio Francisco Ferro, est martyrisé sur la rivière Uruaçu par une bande armée de fanatiques calvinistes d'origine néerlandaise, ainsi que 28 de ses fidèles, parmi lesquels se trouvent aussi ses proches.
La cérémonie de béatification est présidée par le pape Jean-Paul II le 5 mars 2000. Il est béatifié en même temps que André de Soveral et de ses compagnons.
Le 23 mars 2017, le pape François signe le décret reconnaissant comme authentique le miracle opéré par l'intercession du bienheureux Ambrósio Francisco Ferro, et le 20 avril 2017 lors du consistoire, est fixée la date de sa canonisation,
Il est canonisé avec 34 autres le 15 octobre 2017 sur la place Saint-Pierre par le pape François.

### Articles liés
- Martyrs de Natal
- Massacres de Cunhau et Uruaçu
- André de Soveral